# Xanthina dominicensis
Xanthina dominicensis är en tvåvingeart som beskrevs av Robinson 1975. Xanthina dominicensis ingår i släktet Xanthina och familjen styltflugor.
Artens utbredningsområde är Dominica. Inga underarter finns listade i Catalogue of Life.